# مسطح اليكة

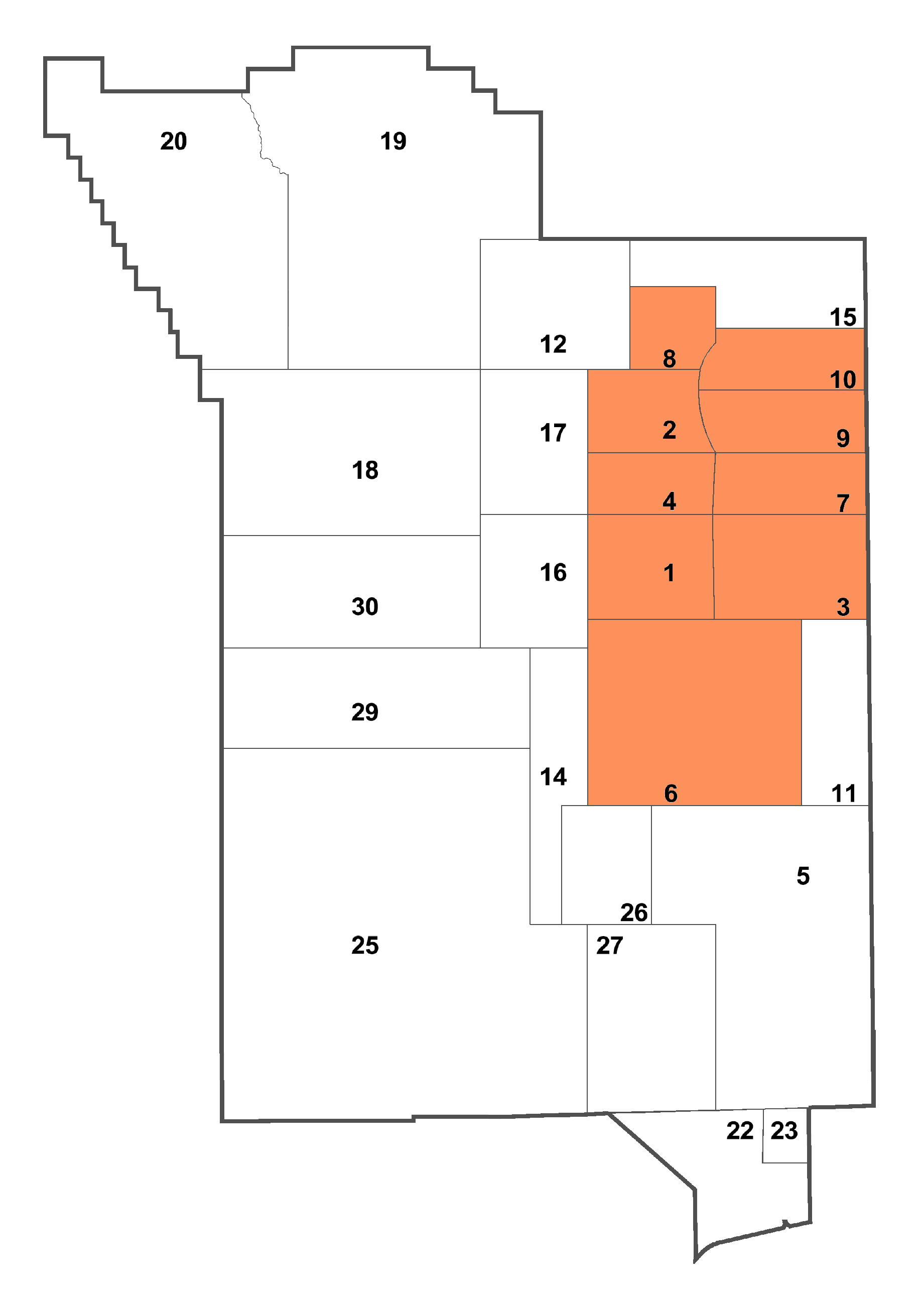
مسطح اليكة

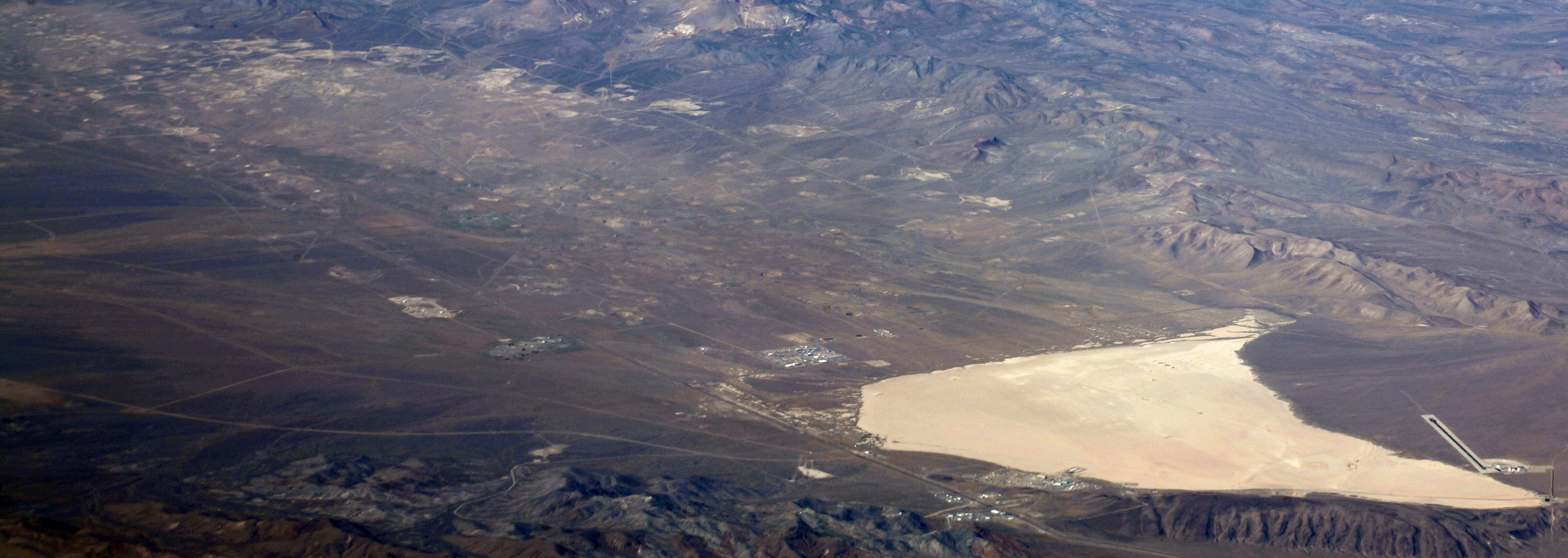
المئات من الحفر الغاطسة من تجارب الأسلحة النووية تحت الأرض

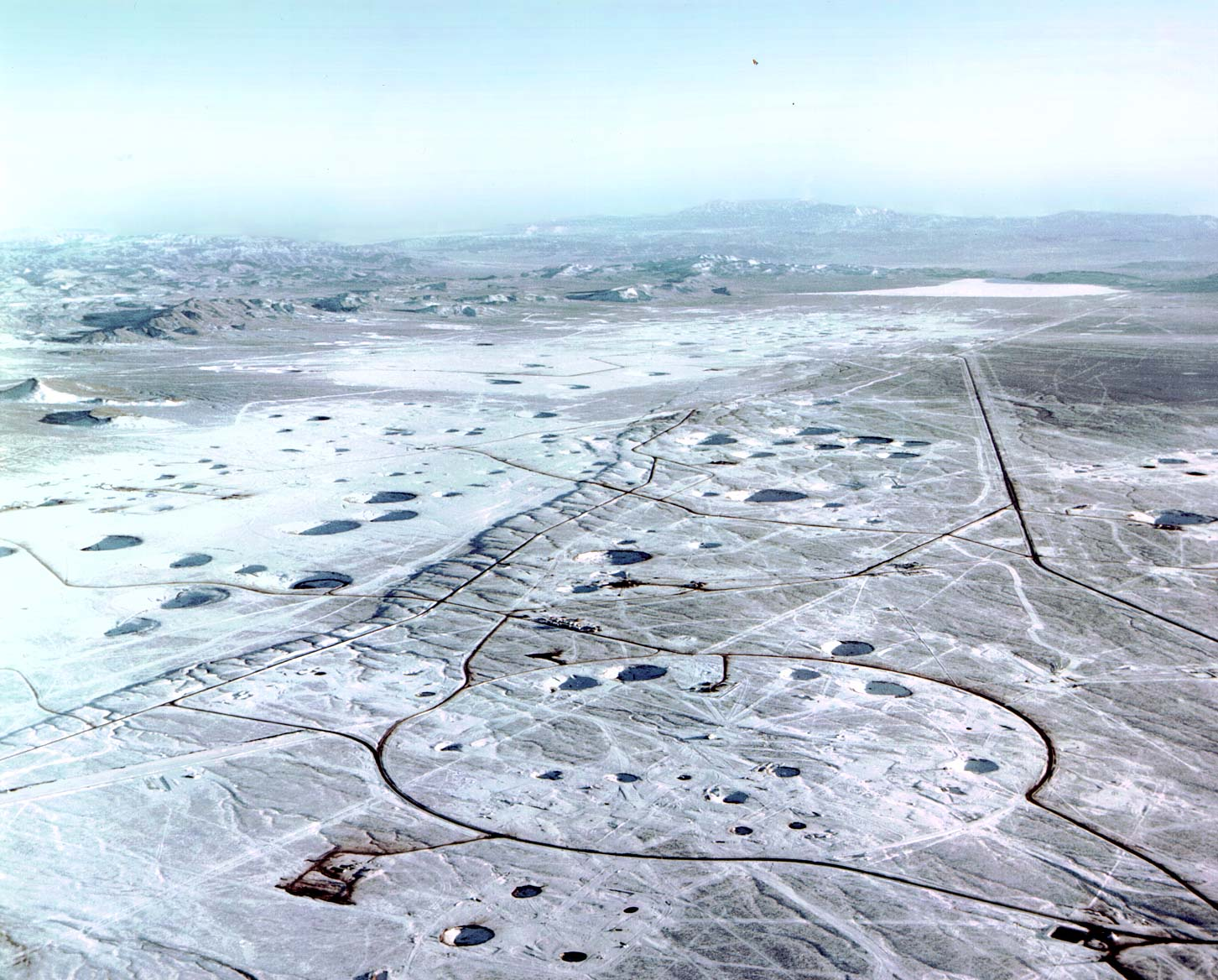
حفر النووية تحت الأرض

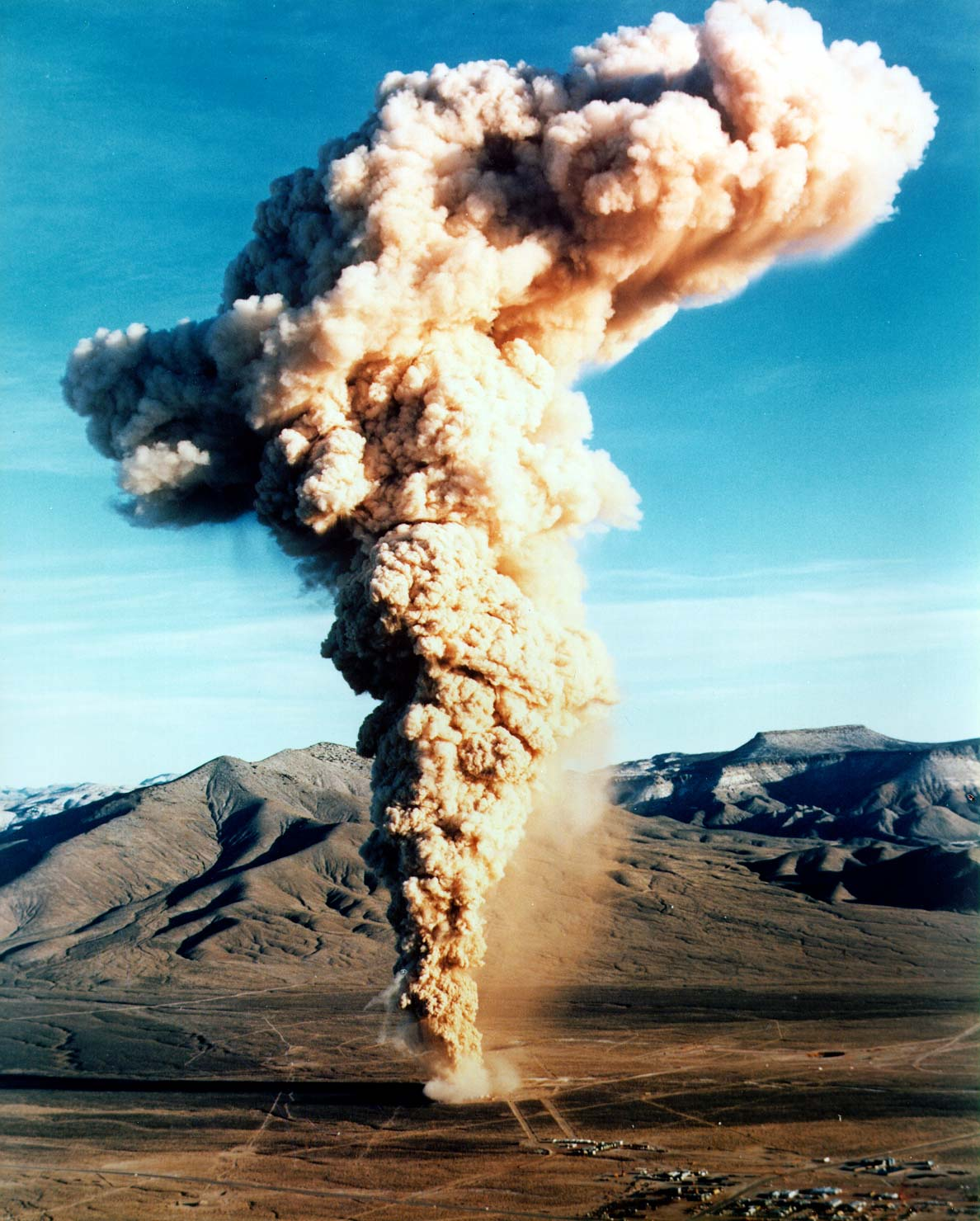
انفجار وارتفاع عمود مشع

مسطح اليكة تحتل مسطح اليكة الجزء الأكبر من الجزء الشرقي الأوسط من موقع اختبار نيفادا حيث يوجد لمسطح اليكة مئات الحفر من تحت الأرض من تجارب الأسلحة النووية تحت الأرض.

## نبذة
هي عبارة عن حوض صرف صحراوي مغلق وهي أحد أربع مناطق رئيسية للاختبارات النووية في موقع اختبار نيفادا (NTS)  وينقسم إلى تسعة أقسام اختبار: المناطق من 1 إلى 4 ومن 6 إلى 10. تقع مسطح اليكة على الحافة الشرقية من NTS . 
سميت مسطح اليكة بـ «أكثر المناطق المعرضة للإشعاع النووي على وجه الأرض».  في مارس 2009 حددت  من اسوأ المواقع حيث تعرض 86 عاملاً للإشعاع ، كواحدة من أسوأ الكوارث النووية في العالم.

## الآثار الجولوجية
جعلت الجيولوجيا الرملية المفتوحة لـ لمسطح اليكة توثيقًا مرئيًا واضحًا للاختبارات النووية الجوية. عندما ذهب الاختبار إلى تحت الأرض ، سمحت الطبقات العميقة للتربة الرسوبية من تآكل الجبال المحيطة بحفر ثقوب الاختبار بسهولة نسبية.

## السينما
يلعب اختبار قنبلة نووية  في مسطح اليكة دورًا هامًا في مؤامرة فيلم No Time for Sergeants لعام 1958.